# Josiah Child

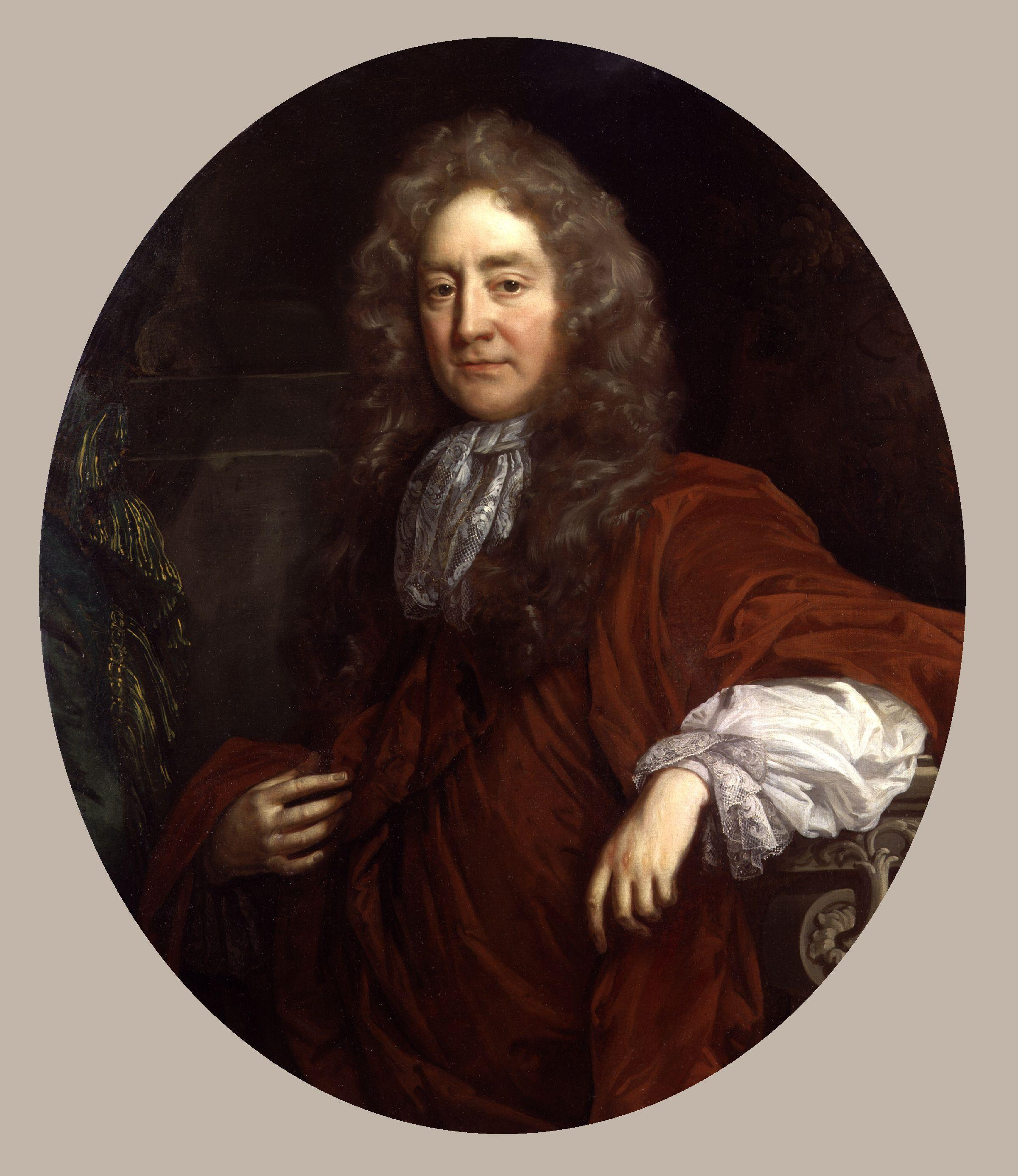
Sir Josiah Child, olieverfportret toegeschreven aan John Riley, National Portrait Gallery.

Josiah Child, 1e Baronet Child of Wanstead (Wanstead, ±1630 - aldaar, 22 juni 1699) was een Engels handelsman, econoom en schrijver. Hij was een directeur en gouverneur van de East India Company en een voorstander van mercantilisme.

## Levensloop
Child werd gedoopt in 1631 en moet rond 1630 geboren zijn. Zijn vader was een handelaar in Fleet Street en de jonge Child werd opgeleid in het familiebedrijf. Rond 1655 werkte hij als zoetelaar (verkoper van proviand en drank) bij de Britse marine in Portsmouth. In deze hoedanigheid wist hij een aanzienlijk fortuin te vergaren, dat hij deels belegde in aandelen in de East India Company. Child trouwde drie maal: in 1654 met Hannah Boate; in 1663 met Mary Atwood en in 1676 met Emma Barnard. Uit alle drie de huwelijken werden kinderen geboren die hun vader overleefden. Josiah Child werd drie maal tot parlementslid gekozen: in 1659 voor het district Petersfield; in 1673 voor het district Dartmouth; en in 1685 voor Ludlow. In 1673 kocht hij het landgoed Wanstead Park, dat aan de politicus Sir Robert Brooke toebehoord had. Hij liet de tuinen van het landgoed opnieuw inrichten. In 1678 werd hij als baronet in de Britse adelstand verheven. In 1689 werd hij tot High Sheriff van Essex benoemd.
Child schreef onder het pseudoniem Philopatris economische pleidooien. Hij was een voorstander van een grotere politieke rol van de East India Company in haar koloniën. Ook vond hij dat de Company de exclusieve handelsrechten in haar koloniën na moest streven, en dat andere Europese handelscompagnieën bestreden moesten worden. Verder meende hij dat de Britse welvaart toe kon nemen door de economie om te vormen naar voorbeeld van de Nederlandse Republiek. Hoewel hij zichzelf beschouwde als aanhanger van een vrije marktwerking, pleitte hij voor een door de staat gecontroleerde vaste lage rente, die volgens hem de belangrijkste reden voor de welvaart in de Republiek was. Als mercantilist was hij overtuigd dat een sterke bevolkingsgroei voordelig is voor de economie. Child vond dat de handelsbalans niet voor alle goederen positief hoeft te zijn, en zag geen problemen in de grootschalige export van edelmetalen (goud en zilver) naar India door de East India Company.

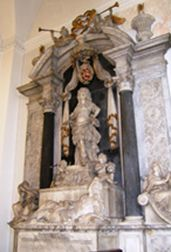
Childs grafmonument in Wanstead, in de St Mary the Virgin Church.

Childs geschriften brachten hem onder de aandacht van de aandeelhouders van de East India Company, die hem in 1677 tot de directeuren benoemden. In 1681 werd hij tot gouverneur van de Company benoemd. Hij bestuurde de Company op sterk autoritaire wijze. De East India Company begon in deze periode vaker dan voorheen militaire middelen in te zetten om haar belangen in de koloniën veilig te stellen. Deze politiek leidde in 1686 tot een gewapend conflict met de Mogols in India. Door de inzet van oorlogsschepen blokkeerde de Company de scheepvaart rond India, waaronder de pelgrimsvaart naar Mekka. Doel was de Mogols te dwingen aan de Britten het alleenrecht op de Indiase textielhandel te verlenen. Het militaire conflict, dat wel bekendstaat als Childs Oorlog, verliep echter desastreus voor de Britten. De Mogols reageerden op de blokkade door de Britse handelsposten en kolonies in te nemen. Na de inname van Bombay in 1690 was Child gedwongen met onderhandelingen in te stemmen. Nadat afgezanten van de Company Mogolkeizer Aurangzeb om vergiffenis smeekten trok deze zijn troepen uit de Britse kolonies terug en werd de Company in haar rechten hersteld.
Josiah Child stierf op ongeveer 69-jarige leeftijd, en werd bijgezet in de kerk van Wanstead. Zijn titels en landgoed werden geërfd door zijn zoons, eerst door de jongere Josiah Child, en later door Richard Child, die bovendien vanaf 1718 Viscount ("burggraaf") Castlemaine en vanaf 1731 Earl ("graaf") Tylney was.
- Bibliothèque nationale de France: cb122791627 (data)
- Catàleg d'autoritats de noms i títols de Catalunya: 981058515826306706
- CiNii: DA00987553
- Gemeinsame Normdatei: 118987119
- International Standard Name Identifier: 0000 0000 8144 9272
- Library of Congress Control Number: n84084081
- Bibliotheek van het Japanse parlement: 00520691
- Nationale Bibliotheek van Tsjechië: mzk2009533653
- Nationale bibliotheek van Australië: 35763538
- Nationale Bibliotheek van Israël: 987007332640405171
- Nederlandse Thesaurus van Auteursnamen: 06848285X
- SNAC: w6h13fkz
- Système universitaire de documentation: 077785312
- Trove: 1076401
- Virtual International Authority File: 64807720
- WorldCat: E39PBJqqqDWXD3PBtwfd6BvJXd